# Pomnik Ofiar Grudnia 1970 w Szczecinie
Pomnik Ofiar Grudnia 1970, potocznie zwany Aniołem Wolności – pomnik upamiętniający ofiary wydarzeń grudniowych w 1970 roku, znajdujący się na pl. Solidarności w Szczecinie.
Kamień węgielny pod pomnik, wzniesiony z inicjatywy radnych miejskich oraz Stowarzyszenia Grudzień ’70–Styczeń ’71, położono 17 grudnia 2003 roku. Jego budowę sfinansowano ze środków miasta, funduszy społecznych oraz darów Polonii amerykańskiej. Uroczyste odsłonięcie nastąpiło 28 sierpnia 2005 roku, w ramach obchodów 25. rocznicy podpisania porozumień sierpniowych.
Odlany z brązu monument, zaprojektowany przez Czesława Dźwigaja, ma 11 metrów wysokości i waży 9,5 tony. Przedstawia postać anioła z pionowo uniesionymi skrzydłami, trzymającego w dłoniach koronę cierniową, układającą się w stylizowany napis Grudzień 1970. Anioł stoi na łódce, która wyłania się z ziemi, roztrzaskując otaczający ją bruk. Wokół pomnika ustawiono cztery pionowe płyty granitowe, na których znajdują się inskrypcje pamiątkowe oraz nazwiska poległych w grudniu 1970 roku.